# 韋爾弗利特 (內布拉斯加州)
韋爾弗利特（英語：Wellfleet）是位於美國內布拉斯加州林肯縣的村。

## 人口
根據2020年美國人口普查的數據，韋爾弗利特的面積為0.70平方千米，皆為陸地。當地共有人口72人，而人口密度為每平方千米103人。